# Coupe d'Afrique féminine de rugby à XV 2024
Navigation
Édition précédente Édition suivante
La Coupe d'Afrique féminine de rugby à XV 2024 est la quatrième édition du tournoi. Elle est organisée du 4 au 12 mai 2024 à Antananarivo, à Madagascar.

## Format
La compétition est disputée sous la forme d'un tournoi toutes rondes : toutes les équipes se rencontrent une fois. Les matchs sont disputés au stade Makis, dans le quartier d'Andohatapenaka de la capitale Antananarivo.
Le vainqueur est qualifié pour le WXV 2 et la Coupe du monde 2025. Le deuxième se qualifie pour le WXV 3 et conserve une chance de se qualifier pour la Coupe du monde.

## Classement et résultats

### Classement
| Rang | Équipe             | J | V | N | D | Em | Ee | Bo | Bd | Pm  | Pe  | Diff | Pts |
| ---- | ------------------ | - | - | - | - | -- | -- | -- | -- | --- | --- | ---- | --- |
| 1    | Afrique du Sud (T) | 3 | 3 | 0 | 0 | 28 | 4  | 3  | 0  | 164 | 22  | +142 | 15  |
| 2    | Madagascar         | 3 | 2 | 0 | 1 | 10 | 13 | 1  | 0  | 58  | 73  | -15  | 9   |
| 3    | Kenya              | 3 | 1 | 0 | 2 | 12 | 19 | 1  | 1  | 66  | 109 | -43  | 6   |
| 4    | Cameroun           | 3 | 0 | 0 | 3 | 4  | 18 | 0  | 1  | 22  | 106 | -84  | 1   |

|  | Vainqueur du tournoi       |
|  | T : Tenante du titre 2023. |

 Attribution des points de classement Pts : quatre points pour une victoire, deux points pour un match nul, zéro en cas de défaite, un point si au moins 4 essais marqués, un point en cas de défaite par 7 points d'écart ou moins.
Règles de classement : 1. points ; 2. résultats en confrontation directe ; 3. différence de points de match ; 4. différence d'essais ; 5. nombre de points marqués ; 6. nombre d'essais marqués ; 7. tirage au sort.

### 1rejournée
| 4 mai 2024 | Afrique du Sud Bo. | 55 - 0 (19 - 0) | Cameroun                            | Stade Makis, Antananarivo Arbitre : Julie Randriarimanana |
| 4 mai 2024 | Essai(s) : 9 Gwala (12e, 26e, 33e), Ubisi (46e), Grain (51e), Samboya (56e, 60e, 65e), Ngwevu (72e) Transformation(s) : 5 Zulu (13e, 34e, 52e, 57e, 67e) | Rapport         | Carton(s) jaune(s) : 1 Magala (36e) | Stade Makis, Antananarivo Arbitre : Julie Randriarimanana |
| 4 mai 2024 | | Rapport         |                                     | Stade Makis, Antananarivo Arbitre : Julie Randriarimanana |

| 4 mai 2024 | Kenya Bd.                                                                                     | 22 - 29 (12 - 5) | Madagascar Bo.                                                              | Stade Makis, Antananarivo Arbitre : Bineta Sene |
| 4 mai 2024 | Essai(s) : 4 (7e, 18e, 51e, 67e) Transformation(s) : 1 (8e) Carton(s) jaune(s) : 2 (36e, 78e) | Rapport          | Essai(s) : 5 (40e, 45e, 59e, 64e, 80e+4) Transformation(s) : 2 (59e, 80e+5) | Stade Makis, Antananarivo Arbitre : Bineta Sene |
| 4 mai 2024 |                                                                                               | Rapport          |                                                                             | Stade Makis, Antananarivo Arbitre : Bineta Sene |

### 2ejournée
| 8 mai 2024 | Afrique du Sud Bo. | 63 - 5 (34 - 5) | Kenya                                                       | Stade Makis, Antananarivo Arbitre : Adèle Robert |
| 8 mai 2024 | Essai(s) : 11 Dumke (5e), Mdletshe (16e, 28e), Cilliers (20e, 31e, 50e), Ubisi (38e), Mabenge (43e, 80e), Gwala (61e, 74e) Transformation(s) : 4 Cilliers (29e, 39e, 50e, 62e) | Rapport         | Essai(s) : 1 Otieno (35e) Carton(s) jaune(s) : 1 Juma (72e) | Stade Makis, Antananarivo Arbitre : Adèle Robert |
| 8 mai 2024 | | Rapport         |                                                             | Stade Makis, Antananarivo Arbitre : Adèle Robert |

| 8 mai 2024 | Madagascar                                          | 12 - 5 (7 - 5) | Cameroun Bd.                                         | Stade Makis, Antananarivo Arbitre : Mélissa Lebœuf |
| 8 mai 2024 | Essai(s) : 2 (19e, 61e) Transformation(s) : 1 (20e) | Rapport        | Essai(s) : 1 (37e) Carton(s) jaune(s) : 2 (11e, 46e) | Stade Makis, Antananarivo Arbitre : Mélissa Lebœuf |
| 8 mai 2024 |                                                     | Rapport        |                                                      | Stade Makis, Antananarivo Arbitre : Mélissa Lebœuf |

### 3ejournée
| 12 mai 2024 | Kenya Bo. | 39 - 17 (22 - 7) | Cameroun | Stade Makis, Antananarivo Arbitre : Julie Randriarimanana |
| 12 mai 2024 | Essai(s) : 6 Otieno (19e, 52e), D. Ochieng (28e, 46e), Achieng (35e), Livoi (80e) Transformation(s) : 3 Omosso (20e, 36e, 53e) Pénalité(s) : 1 A. Ochieng (11e) Carton(s) jaune(s) : 1 Juma (60e) | Rapport          | Essai(s) : 2 Nsie (30e), Endalle Nkouane (71e) Transformation(s) : 2 Ndingo (31e), Mouto (72e) Pénalité(s) : 1 Ndingo (63e) Carton(s) jaune(s) : 1 Ngassa (13e) | Stade Makis, Antananarivo Arbitre : Julie Randriarimanana |
| 12 mai 2024 | | Rapport          | | Stade Makis, Antananarivo Arbitre : Julie Randriarimanana |

| 12 mai 2024 | Afrique du Sud Bo. | 46 - 17 (27 - 5) | Madagascar | Stade Makis, Antananarivo Arbitre : Mélissa Lebœuf |
| 12 mai 2024 | Essai(s) : 8 Grain (10e), Dumke (15e, 45e), Mdletshe (21e, 24e), Cilliers (39e, 64e), Ntoyanto (72e) Transformation(s) : 3 Cilliers (11e, 47e, 66e) Carton(s) jaune(s) : 1 Kinsey (34e) | Rapport          | Essai(s) : 3 Rakotoarison (28e), Razafiarisoa (69e), Rasoanandrasana (77e) Transformation(s) : 1 Razanamahefa (78e) Carton(s) jaune(s) : 2 Raharimalala (6e), Rasoanekena (74e) | Stade Makis, Antananarivo Arbitre : Mélissa Lebœuf |
| 12 mai 2024 | | Rapport          | | Stade Makis, Antananarivo Arbitre : Mélissa Lebœuf |